# چهارصددستگاه
چهارصددستگاه نام محله‌ای واقع در منطقه ۱۴ شهرداری تهران است. چهارصددستگاه از شمال با خیابان پیروزی، از جنوب با محله دولاب، از غرب با خیابان شکوفه و از شرق با سلیمانیه هم‌مرز است.
ساخت بزرگراه امام علی باعث تخریب بخشی از بافت قدیمی این محله شد.
کتابخانه «ابن سینا» و کلانتری ۱۱۰ شهدا در این محله قرار دارند .
متروی ابن سینا (شیخ الرئیس) از خط چهار متروی تهران در این محله قرار دارد.
این منطقه در نزدیکی میدان شهدا (ژاله سابق) واقع شده‌است.
در سال ۱۳۲۲ خورشیدی برای مستشاران آلمانی که برای ساخت و مونتاز هواپیماهای جنگی در صنایع دفاع(ساصد) پیروزی ساکن شدند، در نظر گرفته شد.
در سال۱۳۲۵ با ترک رضا شاه از ایران این پروژه متوقف و منازل فوق به فرهنگیان وقت داده شد.
این منطقه جزو اولین مناطق دارای آب لوله کشی با منبع بزرگ خود در تهران می‌باشد.
کلانتری ۱۱۰ شهدا بر ویرانه‌های بانک شاهی آن زمان ساخته شده‌است.
تعدادی از زنان لهستانی مهاجر در جنگ جهانی دوم به ایران با برخی ایرانیها پیوند خورده بودند و تعدادی باقی‌مانده در چادرهایی در آخر خیابان پیروزی آن زمان (دوشان تپه قدیم، جنب خیابان قنادی قاقالی لی خوشه فعلی) ساکن شدند که پس از مرگ حول حوش درب ورودی صنایع دفاع فعلی دفن می‌باشند.
از شخصیت‌های معروف ساکن در آن زمان این محله می‌توان به دکتر معین (نویسنده فرهنگ شش جلدی معین)، علی‌اصغر بهاری نوازنده کمانچه، بهزاد فراهانی بازیگر تئاتر و سینما و فوتبالیست‌های قدیمی همچون حسن حبیبی، اصغر شرفی، فرامرز ظلی، جواد قراب، هادی نراقی ، فریبرز عسگری و...نام برد.